# Josef Hycl
Josef Hycl (8. února 1961 Most – 23. února 2011 Praha) byl český oční lékař, který se zaměřoval na oční mikrochirurgii, především na refrakční chirurgii, chirurgii šedého zákalu, mikrochirurgii oční rohovky a mikrochirurgii oka femtosekundovym laserem Visumax.

## Život
Josef Hycl byl oční mikrochirurg, přední český specialista na refrakční a kataraktovou chirurgii, školitel a vysokoškolský pedagog. Pracoval jako mikrochirurg mj. na klinice DuoVize v Praze a byl spoluzakladatelem a lékařským ředitelem brněnské kliniky NeoVize a bratislavské Očnej kliniky NeoVízia.
Vystudoval Fakultu všeobecného lékařství UK Praha. Složil specializační zkoušku z očního lékařství I. a II. stupně. Vědecký titul získal v roce 1998 obhajobou dizertační práce na téma Korekce vysoké myopie extrakcí čiré čočky. Do roku 2001 působil na Oční klnice 1. LF UK a VFN v Praze. V letech 2006 až 2007 pracoval na oční klinice Ultralase ve skotském Glasgowě a v London Centre for Refractive Surgery v Londýně. V letech 1993 spoluzakládal oční kliniku Lexum, kde byl v letech 1995–2000 ředitelem a v letech 2001 až 2009 lékařským ředitelem. V roce 2008 spoluzaložil Oční kliniku NeoVize, v Brně, kde se stal lékařským ředitele. V roce 2010 působil také jako lékař na Oční klinice DuoVize v Praze. V bratislavské oční klinice NeoVízia, jejímž byl v roce 2010 spoluzakladatelem a v letech 2009–2010 lékařským ředitelem.
Byl odborným asistentem Oční kliniky 1. LF UK Praha, kde medikům přednášel na téma šedý zákal a chirurgická léčba dioptrických vad.
Josef Hycl byl prvním lékařem v ČR, který provedl laserovou korekci zraku pomocí femtosekundového laseru (duben 2006, Velká Británie, klinika Ultralase), a také prvním lékařem, který zavedl v ČR pro rutinní použití femtosekundový laser Zeiss VisuMax. V roce 2009 provedl první operaci refrakční (dioptrické) vady výhradně pomocí femtosekundového laseru v ČR – metoda ReLEx/NeoLASIK 3D. Jako první v ČR provedl laserovou operaci dioptrií u dítěte metodou lasik (2006) a pomocí femtosekundového laseru (NeoLASIK HD) v roce 2009. V oftalmologii se dále věnoval mikrochirurgické léčbě šedého zákalu, léčbě dioptrických vad pomocí laserových i implantačních metod, implantaci ICRS, chirurgické léčbě glaukomu a rohovkových onemocnění. Během své praxe provedl více než 10 tisíc operací šedého zákalu a více než 18 tisíc laserových a dalších očních operací.
Josef Hycl absolvoval řadu studijních pobytů na klinických pracovištích v USA, Německu, Rakousku a ve Francii. Byl autorem více než 40 domácích a zahraničních vědeckých odborných publikací. Na domácích a zahraničních symposiích přednesl více než 200 odborných přednášek a sdělení. Byl mj. autorem učebnice očního lékařství a Atlasu oftalmologie a dalších knižních publikací. Dr. Hycl byl členem České oftalmologické společnosti, České lékařské komory, Lékařské společnosti J.E.P., členem International Society for Refractive Surgeons, American Academy of Ophthalmologists a New York Academy of Sciences, American Society of Refractive Surgeons a European Society of Refractive Surgeons a členem dozorčí rady České společnosti refrakční a kataraktové chirurgie (ČSRKCH).
Byl lektorem školícího programu EU Action Refraction zaměřeného na výuku oftalmologie v nových členských zemích EU, a také členem výboru České společnosti refrakčních a kataraktových chirurgů, American Academy of Ophthalmology, American Society of Cataract and Refractive Surgeons, European Society of Cataract and Refractive Surgeons a New York Academy of Science.
Patřil mezi nejaktivnější oftalmochirurgy v České republice, provedl více než 10 tisíc operací katarakty, 18 000 laserových operací dioptrických vad a řadu dalších. Jako první v Česku zavedl prodlužování očních řas pomocí aplikace bimatoprostu 0,03 %.
Dne 23. února 2011 Josef Hycl zemřel po dlouhé nemoci ve věku 50 let.